# مسلی ۱۶۶۹۳
سیارک ۱۶۶۹۳ (به انگلیسی: 16693 Moseley، نامگذاری:1994YC2) شانزده هزار و ششصد و نود و سومین سیارک کشف شده‌است که در ۲۶ دسامبر ۱۹۹۴ کشف شد.
قدر مطلق سیارک برابر ۲۶.۹ است.